# Hydroptila tannerorum
Hydroptila tannerorum is een schietmot uit de familie Hydroptilidae. De soort komt voor in het Afrotropisch gebied.